# Thule (Mythos)

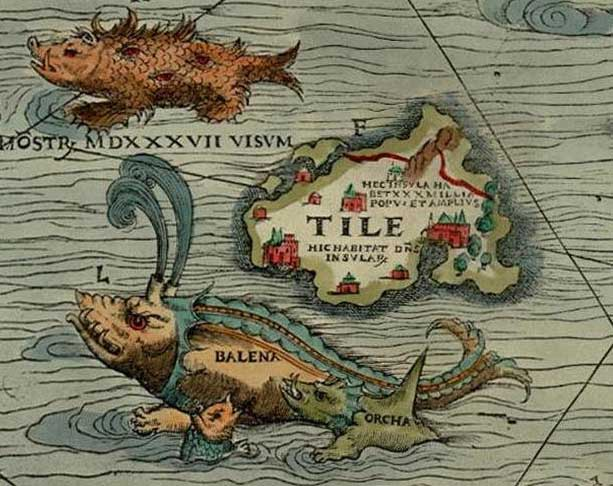
Die Insel „Thule“ als „Tile“ in der Carta Marina aus dem Jahre 1539. Erstellt von Olaus Magnus (1490–1557).

Das antike Thule (altgriechisch Θούλη Thoúlē, auch Tuli, Tile oder Tyle) ist eine von dem antiken griechischen Entdecker Pytheas aus Massilia (Marseille) im 4. Jahrhundert v. Chr. beschriebene Insel, die später eine quasi-mythische Bedeutung erhielt.

## Ursprung: Bericht des Pytheas
Um 325 v. Chr. bereiste Pytheas Nordwesteuropa. Von ihm überlieferte konkrete Angaben beginnen mit den Mündungsgebieten von Garonne und Loire an der Westküste Galliens. Die meisten Informationen erhob er in Britannien. Strabon zufolge hat Pytheas angegeben, Thule liege sechs Tagesfahrten nördlich von Britannien.
Pytheas‘ Werk Über das Weltmeer ist nur noch durch Zitate in den Werken anderer Autoren (u. a. Strabon, Eratosthenes oder Plinius dem Älteren) bekannt. Dabei ist bemerkenswert, dass diese Autoren sich gegenseitig kritisieren, einander Fehler vorwerfen und die Entfernungsangaben bezweifeln. Strabon wirft ihm sogar vor, er sei ein „Fälscher“, weil andere Reiseberichte über Britannien und Irland die Insel Thule nicht erwähnen, sondern stattdessen über viele kleine Inseln berichten. Pytheas und die ihm folgenden Autoren verorteten Thule im hohen Norden, da einer seiner Notizen zufolge das „geronnene Meer“ (also wohl das Eismeer) eine Tagesfahrt von Thule entfernt beginnt. Daher stand der Name Thule seit der Antike sprichwörtlich für den äußersten Nordrand der Welt (lateinisch ultima Thule).
Demzufolge wurde von verschiedenen Seiten angenommen, dass es sich um die Lofoten, Island oder die Färöer gehandelt haben könnte. Eine neuere Untersuchung von Geodäten und Wissenschaftshistorikern deutete Thule als die Insel Smøla vor der norwegischen Küste nahe Trondheim.

## Thule in römischer Zeit
Der Historiker Tacitus berichtete in seinem Werk Agricola, dass zur Zeit des Statthalters Gnaeus Iulius Agricola eine römische Flotte die britischen Inseln umsegelte und dabei die Inselgestalt Britanniens bewiesen habe. Während der Fahrt seien die orcades (Orkney-Inseln) entdeckt und „bezwungen“ worden. Dann folgt der Satz:

“Dispecta est et Thule, quia hactenus iussum, et hiems adpetebat.”

„Nur in Sicht kam Thule, weil der Auftrag nur so weit reichte und überdies der Winter nahte.“

Die Römer verstanden unter „Thule“ also etwas, das jenseits der „orcades“ lag. Ob damit die Shetland-Inseln gemeint sind, ist fraglich, da angenommen wird, dass diese bereits von Pomponius Mela (43 n. Chr.) und Plinius dem Älteren (77 n. Chr.) als Haemodae, bzw. Acmodae, genannt wurden.
In römischer Zeit schuf auch Claudius Ptolemäus (s. u.) um die Mitte des 2. Jahrhunderts seine georefenrenzierte Karte Geōgraphikē Hyphēgēsis. Er kannte ‚Thule‘ als den Namen der nördlichsten Insel. Seine Koordinaten passen, bezogen auf unterschiedliche Vergleichsorte, zu unterschiedlichen Bereichen der norwegischen Westküste, seine Ausdehnung der Insel zu mehreren der Halbinseln, in die diese Küste durch die Fjorde gegliedert wird. Die ausgedehnte Landmasse Skandinaviens war ihm anscheinend nicht bewusst, im Unterschied zu Plinius, dem zufolge die Einwohner der Insel Scatinavia ihr Land als zweiten Orbis Terrarum betrachteten, also vergleichbar mit den Landmassen der Kontinente um das Mittelmeer. Ptolemäus lokalisierte seine Insel Skandia nordöstlich der Swine- und nördlich der Weichselmündung, östlich des heutigen Südschweden und weit südöstlich seines Thule.

## Thule im Mittelalter
„Thule“ wurde in spätantiken und mittelalterlichen Schriften dann in den verschiedensten Zusammenhängen erwähnt. So berichtete etwa der spätantike Historiker Prokop (500–562) in seinem Werk Der Gotenkrieg:

„Als die Heruler von den Langobarden geschlagen waren und ihre alten Wohnsitze aufgaben, ließ sich ein Teil derselben […] in Illyrien nieder, der andere wollte nicht die Donau überschreiten, sondern gründete Wohnsitze am äußersten Ende der bewohnten Welt: Unter Führung vieler Mitglieder der königlichen Familien zogen sie zuerst durch alle Länder der Slawen, dann durch die Wüste, bis sie zu den Warnen kamen. Dann wanderten sie durch das Land der Danen. Und alle diese wilden Völker taten ihnen nichts. Am Ozean angelangt, gelangten sie zu Schiff und fuhren nach Thule, wo sie blieben. Thule ist eine sehr große Insel, über zehnmal größer als Britannien; es liegt von dort aus noch weiter im Norden.“

Beda (672–735) beschrieb die Insel Thule als vier Tage Seereise nördlich von Britannien am Wendekreis des Krebses gelegen; dort gebe es im Sommer keine Nacht und im Winter keinen Tag. Diese Beschreibung trifft einigermaßen für Island zu. Adam von Bremen († 1081 oder 1085) verwendete den Namen Thule in Verbindung mit Lebensbedingungen, die für Island zutreffen. Wahrscheinlich ist, dass die durch die antiken Schriften bekannte Bezeichnung auf die verschiedensten Orte im Norden Europas übertragen wurde, ohne dass ein Zusammenhang bestehen muss.

## Das mythische Thule
Die Bruchstückhaftigkeit der antiken Überlieferung bedingt auch, dass Thule schon in römischer Zeit und im Mittelalter eine mythische Bedeutung erhielt, die eher an Avalon, Atlantis oder Camelot als an die nüchterne pytheische Geografie erinnert.
In dieser Tradition wurde „Thule“ als fiktive Örtlichkeit in Kunstwerken verarbeitet. In Goethes Faust findet sich das Lied Der König in Thule. Von Vladimir Nabokovs Romanfragment Solus Rex ist ein dort situiertes Kapitel Ultima Thule erhalten. Die Comic-Figur Prinz Eisenherz wird als Sohn des Königs von Thule beschrieben.

## Vermutete geografische Lage

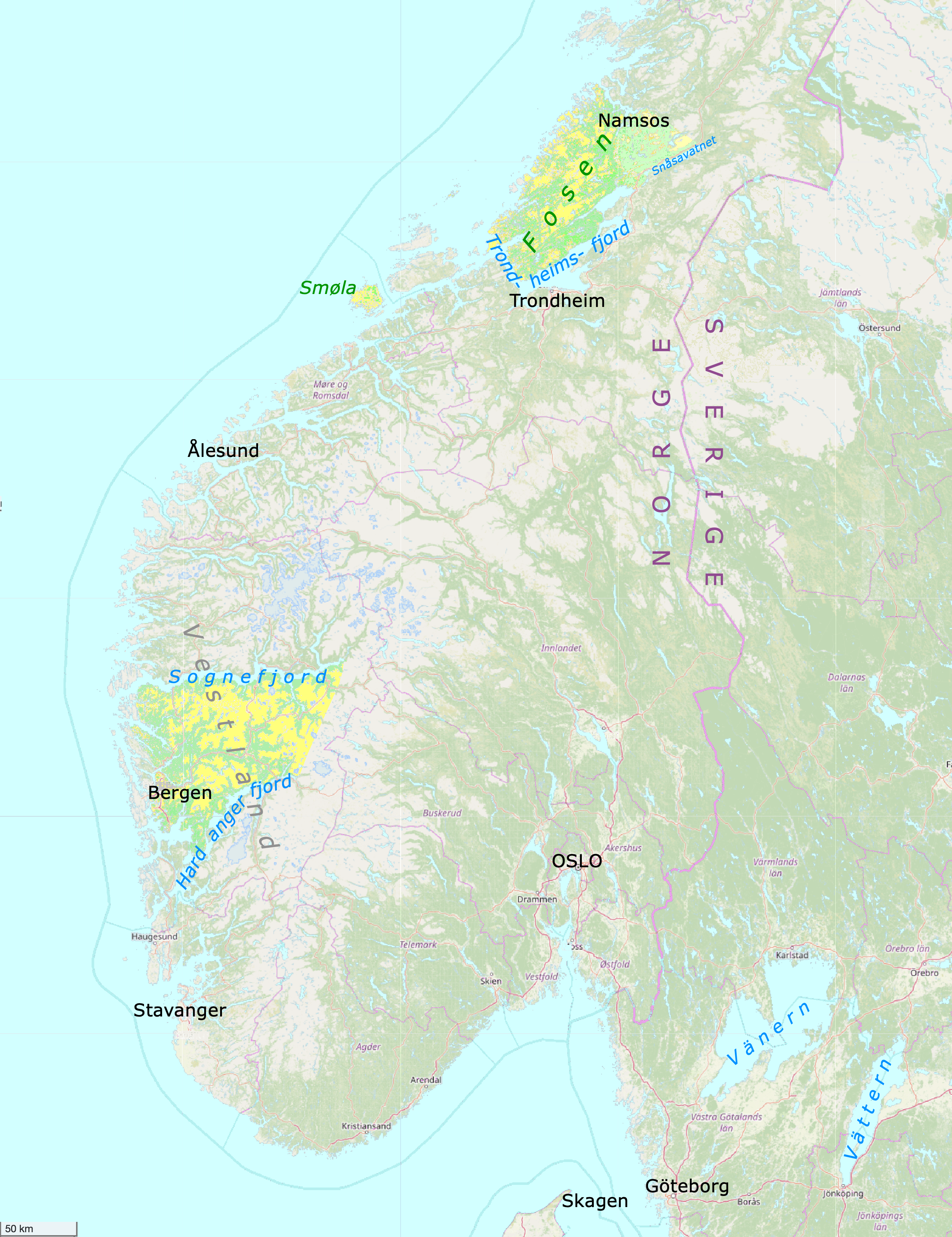
Mögliche Orte von Thule: Insel Smøla, Halbinsel Fosen, Westnorwegen um Bergen

Ein Forscherteam des Instituts für Geodäsie und Geoinformationstechnik der TU Berlin versuchte im Rahmen der Erforschung des Kartenwerks Ptolemäus’ die tatsächliche geografische Lage Thules nachzuweisen. In diesen Karten sei nach Ansicht des Forschungsteams die Lage „Thules“ zwar angegeben, aber bislang nicht verifizierbar gewesen, weil Ptolemäus bei der Erstellung seiner Karten eine für Nordeuropa systematisch verzerrte Methode für die Bestimmung der geographischen Breite verwendete und die vermutlich wesentlich genauere Bestimmung durch Pytheas ignorierte. Nach Korrektur dieses Fehlers habe sich ergeben, dass Thule wahrscheinlich der vor Trondheim befindlichen norwegischen Insel Smøla (36,39° N, 8,00° O) entspreche, die Pytheas als erster Grieche betreten habe. Die Spezifikation auf Smøla ignoriert allerdings Ptolemaios' Angaben zur Ausdehnung von 1,67° in Nord-Süd- und 4,17° in Ost-West-Richtung. Smøla erstreckt sich von Norden nach Süden über 0,145° und von West nach Ost über 0,419°.
Thule bei Ptolemaios:
Mitte 63° N, 33° O
Westende 63° N, 291⁄2° O
Ostende 63° N, 332⁄3° O
Nordende 641⁄21⁄12° N, 33° O
Südende 622⁄3° N, 33° O
Zum Lagevergleich seine Daten für vier sicher zu identifizierende Orte:
Wesermündung 55° N, 31° O (real Blexen 53.53° N, 8.53° O)
Lübecker Bucht 56° N, 35° O (real Niendorf 53.99° N, 10.87° O)
Nordspitze Jütlands 61,33°N, 21°O (real Skagen 57,72°N, 10,59°O)
Nordspitze der Insel Großbritannien 61,33°N, 21,00°O (real Duncansby Head 58,64°N, 3,03°W)
Die Lokalisierung Thules in Mittelnorwegen passt zu Ptolemaios' Angaben im Vergleich zu heute deutschen Küsten. Im Vergleich zur Nordspitze Jütlands weist seine Lokalisierung aber auf die westnorwegische Küste um Bergen. Bezogen auf die Nordspitze Schottlands gelangt man mit seinen Daten ins Binnenland, die geografischen Längen dieser Lagebeziehung passen zu Mittelnorwegen, die geografischen Breiten passen zu Bergen.
Ptolemaios kannte den Namen Thule, und seine Darstellungen bekannterer Gegenden lassen mehrere Fehler in der Verknüpfung von Informationen erkennen. Mittelnorwegen würde mit antiken Entfernungsangaben für Schiffsreisen leidlich übereinstimmen. Die Insel Island kommt für das Ziel der Reise von Pytheas jedenfalls nicht in Frage, da dieser Bewohner angetroffen hatte und Island zur damaligen Zeit noch nicht besiedelt war. Zudem hat Island erheblich größere Ausmaße als es sich aus den historischen Angaben ergibt. Bergen liegt für Pytheas’ Beschreibung nicht nördlich genug.
Wegen ihrer Gliederung durch Fjorde waren für Schiffsreisende nicht alle Abschnitte der norwegischen Küste eindeutig als Festland zu erkennen, beispielsweise die Halbinsel Fosen (63.72° N, 10.25° O), und die fruchtbare Region an der Trondheimer Bucht hatte spätestens seit der römischen Kaiserzeit einen regen Handel mit dem Mittelmeerraum.
Für den Archäologen Malcolm Todd war Thule dagegen weniger eine geographische Lokalisierung als ein „Konzept“ bzw. ein literarischer Terminus. Die Unklarheit darüber, wo es denn lag und was es war, halte seit der Antike an: „Alles, was man sich von Th[ule] erzählte, wußte man nur vom Hörensagen“.

## Neuere Bezugnahmen

### Ultima Thule
Als „Ultima Thule“ wird von Geologen der nördlichste Landpunkt der Erde benannt. Dabei handelt es sich um eine Insel vor der Nordküste Grönlands. Dabei ist umstritten, ob dies Kaffeklubben Ø ist oder eine der zahlreichen regelmäßig durch das Treibeis entstehenden und wieder zerfallenden Kiesbänke etwas weiter nördlich, die im Artikel Nördlichste Insel der Erde behandelt werden.

### Astronomische Objekte
Der 1888 entdeckte Asteroid (279) Thule erhielt diesen Namen, da seine Umlaufbahn die nach damaliger Kenntnis am weitesten von der Sonne entfernte war.
Das transneptunische Objekt (486958) Arrokoth erhielt als das bis dahin erdfernste Objekt, das Anfang 2019 von einer Raumsonde aus der Nähe untersucht wurde, den inoffiziellen, vorläufigen Namen „Ultima Thule“, vor seiner Benennung Ende 2019 als Arrokoth.

### Thule-Gesellschaft
Im August 1918 ging aus dem deutschen antisemitischen Germanenorden in München die Thule-Gesellschaft hervor, die die geheimen Aktivitäten des Ordens im öffentlichen Bereich ergänzen sollte. Die Bezeichnung „Thule“ wurde gewählt, um die Verbindung zu der Geheimgesellschaft zu kaschieren. Die Thule-Gesellschaft war neben ihrer antisemitischen Propaganda-Tätigkeit auch aktiv an der Bekämpfung des im Rahmen der Novemberrevolution durch Kurt Eisner ausgerufenen Freien Volksstaates Bayern und der nachfolgenden Münchner Räterepublik beteiligt. Danach löste sie sich bald auf.

### Wilhelm Landig
Der ehemalige SS-Mann Wilhelm Landig (1909–1997) veröffentlichte die Trivialromane Götzen gegen Thule (1971), Wolfszeit um Thule (1980) und Rebellen für Thule (1991). Die Trilogie – ein „Standardwerk des esoterischen Neonazismus“ – greift Ideen des metaphysischen Rassentheoretikers Julius Evola auf und schildert den Kampf einer Gruppe von SS-Leuten, die von Thule, einer geheimen Basis in der Arktis, aus in Reichsflugscheiben Freimaurer und die „Hilfstruppen des Berges Zion“ bekämpfen, weil diese eine Weltregierung errichten möchten.

### Thule-Seminar
Des Weiteren findet sich „Thule“ im Namen des neuheidnisch geprägten rechtsextremen Thule-Seminars, das 1980 in Kassel gegründet wurde. Die Gruppierung nimmt mit dem Namen Bezug auf die Thule-Gesellschaft.

### Element Thulium
Das 1879 in Schweden entdeckte chemische Element Thulium wurde nach Thule benannt.

### Final Fantasy XIV
In der Erweiterung „Endwalker“ des MMORPG Final Fantasy XIV ist Ultima Thule eine Region am Rand des Universums, die Spieler bereisen müssen, um den drohenden Untergang ihrer Heimatwelt zu verhindern.